# اووه جانیگ
اووه جانیگ (انگلیسی: Uwe Jähnig؛ زادهٔ ۲۶ اوت ۱۹۶۹) بازیکن فوتبال اهل آلمان است.
از باشگاه‌هایی که در آن بازی کرده‌است می‌توان به باشگاه فوتبال دینامو درسدن، باشگاه فوتبال هامبورگ، و باشگاه فوتبال ماگدبورگ ۱ اشاره کرد.
وی همچنین در تیم ملی فوتبال زیر ۲۱ سال آلمان بازی کرده‌است.